# AMZ Żubr
Le Żubr (polonais : Bison d'Europe) est un véhicule d'infanterie multiusage de 15 tonnes fabriqué en Pologne. Utilisé par les forces armées polonaises, il est conçu par la firme AMZ-Kutno et entre en production à partir de 2008.

## Caractéristiques

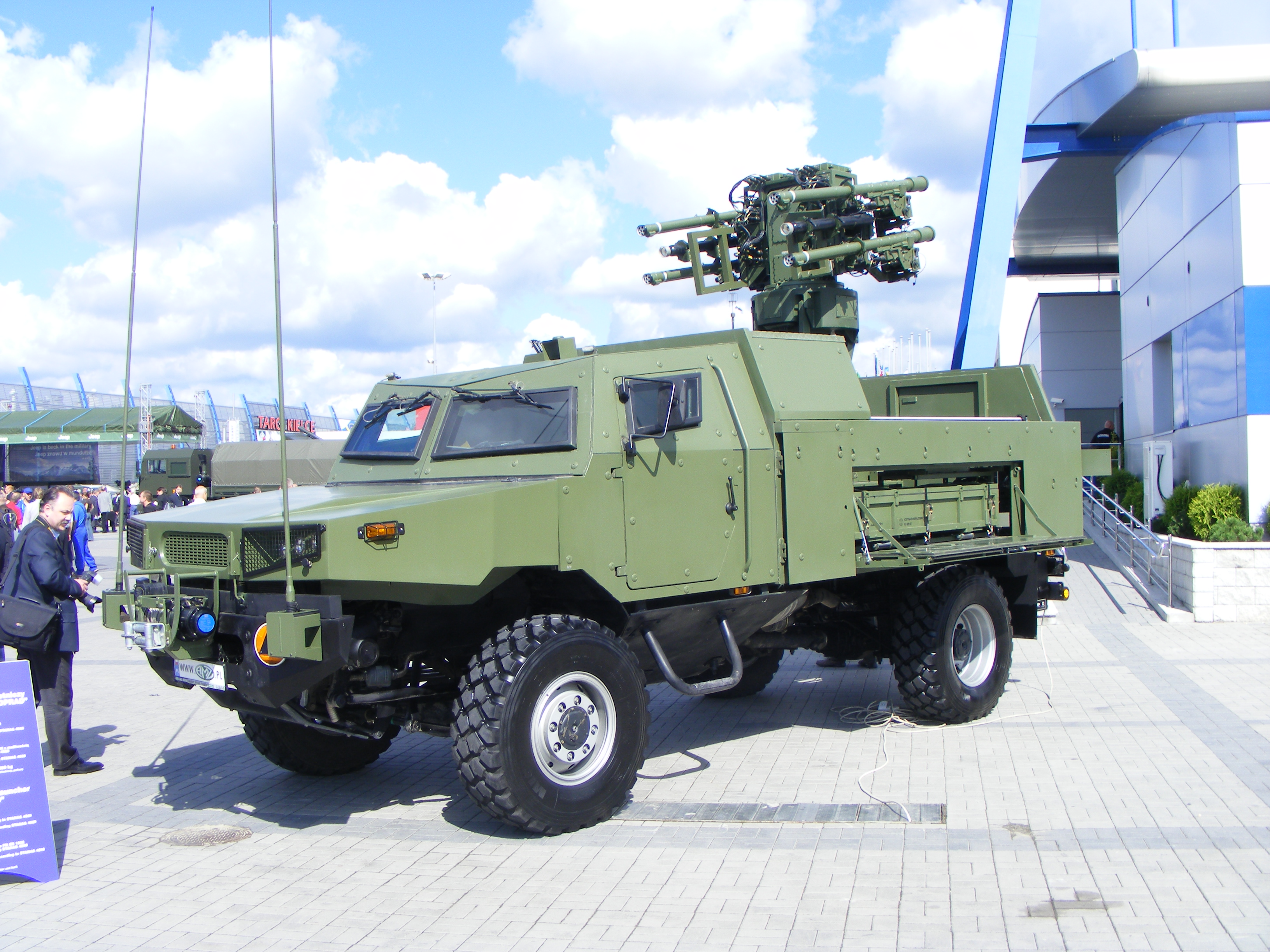
Un AMZ Żubr-P (POPRAD), équipé d'un lanceur quadruple pour missiles Grom.

La version standard du Żubr, le Żubr-MRAP est basée sur le véhicule poids lourd EuroCargo d'Iveco, qui est fabriqué en Pologne.
Le Żubr est conçu pour fournir une protection de haut-niveau contre les mines terrestres et les engins explosifs improvisés (IED's). À-ces fins, il est équipé d'un châssis taillé « en V » permettant de dévier le souffle des explosifs enfoncés dans le sol. Il est également équipé d'un blindage protégeant ses occupants (jusqu'à dix personnes) contre des impacts de projectiles perforants d'un calibre allant jusqu'à 12,7 mm. Il est également équipé d'une tourelle-mitrailleuse téléopérée depuis l'intérieur par le copilote du véhicule.
Le Żubr peut transporter des charges d'une masse allant de 2 000  à   5 000 kg et peut tracter une remorque de 1 500 kg. Il est à transmission intégrale et sa conception a été minutieusement étudiée pour qu'il puisse être transporté par l'avion cargo à hélices C-130 Hercules.

## Versions
- Żubr-MRAP : Version standard de transport de troupes. Peut embarquer 10 soldats et leur équipement complet.
- Żubr-WD : Véhicule de commandement.
- Żubr-P : Version POPRAD pour la défense antiaérienne. Équipée de missiles Grom.
- Żubr-MMSR : Version de surveillance aérienne Soła. Utilise un radar N-26.